# Veronika Bužinskaja
Veronika Bužinskaja (28 gennaio 1895 – Mosca, 21 luglio 1983) è stata un'attrice sovietica.

## Filmografia parziale

### Attrice
- Kat'ka, mela renetta di carta (1926)
- Il calzolaio di Parigi (1927)
- Adres Lenina (1929)